# Ragnar Klavan
Ragnar Klavan (Viljandi, 1985. október 30. –) észt labdarúgó. Védő játékos, a Cagliari Calcio labdarúgója, hazája válogatottjának állandó tagja.

## Pályafutása
Az 1985-ben született védő hazája bajnokságában kezdte pályafutását.
2023-ban ő hirdette ki az észt szakmai zsűri szavazatait az Eurovíziós Dalfesztiválon.

## Sikerei,díjai
FC Flora
- Észt bajnok: 2003
- Észt labdarúgó-szuperkupa győztes: 2003

AZ Alkmaar
- Holland bajnok: 2008-09

Egyéni
- Az év észt labdarúgója: 2012, 2014, 2015